# Libnotes (Goniodineura) ephippiata
Libnotes (Goniodineura) ephippiata is een tweevleugelige uit de familie steltmuggen (Limoniidae). De soort komt voor in het Australaziatisch gebied.